# Martil
Martil (in berbero ⵎⴰⵔⵜⵉⵍ; in arabo مرتيل‎?, Río Martin in spagnolo) è una città del Marocco, fino al 2004 inserita nella provincia di Tétouan e da tale data nella nuova prefettura di M'diq-Fnideq, facente parte della regione di Tangeri-Tetouan-Al Hoceima.
È la città natale del pittore Meki Megara.

## Geografia fisica

### Clima
Nella zona prevale il clima temperato. La temperatura media è di 19 °C. Il mese più caldo è luglio, con 30 °C, e il più freddo è febbraio, con 11 °C. La piovosità media è di 781 mm all'anno. Il mese più piovoso è novembre, con 159 mm di pioggia, e il più secco è luglio, con 1 mm.
| MARTIL              | Mesi | Mesi | Mesi | Mesi | Mesi | Mesi | Mesi | Mesi | Mesi | Mesi | Mesi | Mesi | Anno |
| MARTIL              | Gen  | Feb  | Mar  | Apr  | Mag  | Giu  | Lug  | Ago  | Set  | Ott  | Nov  | Dic  | Anno |
| ------------------- | ---- | ---- | ---- | ---- | ---- | ---- | ---- | ---- | ---- | ---- | ---- | ---- | ---- |
| T. max. media (°C)  | 15   | 14   | 21   | 19   | 28   | 32   | 38   | 32   | 28   | 24   | 21   | 17   | 24,1 |
| T. min. media (°C)  | 8    | 8    | 10   | 10   | 16   | 18   | 22   | 21   | 17   | 14   | 13   | 9    | 13,8 |
| Precipitazioni (mm) | 108  | 72   | 119  | 88   | 28   | 6    | 1    | 5    | 39   | 87   | 159  | 68   | 780  |

## Storia
Il fiume era navigabile in epoca antica fino alla colonia romana di Tamuda, situata di fronte all'attuale città di Tétouan. Successivamente, fino al XVIII secolo, Martil fu il principale porto marocchino sul Mediterraneo, base per l'attività corsara e per il commercio con diversi porti stranieri. La corsa alla corsa fu la causa per cui re Enrico III di Castiglia inviò una flotta che distrusse il porto e la città di Tetouan nel XV secolo. Martil decadde con la crescita del porto di Tangeri, rimanendo principalmente un porto peschereccio.

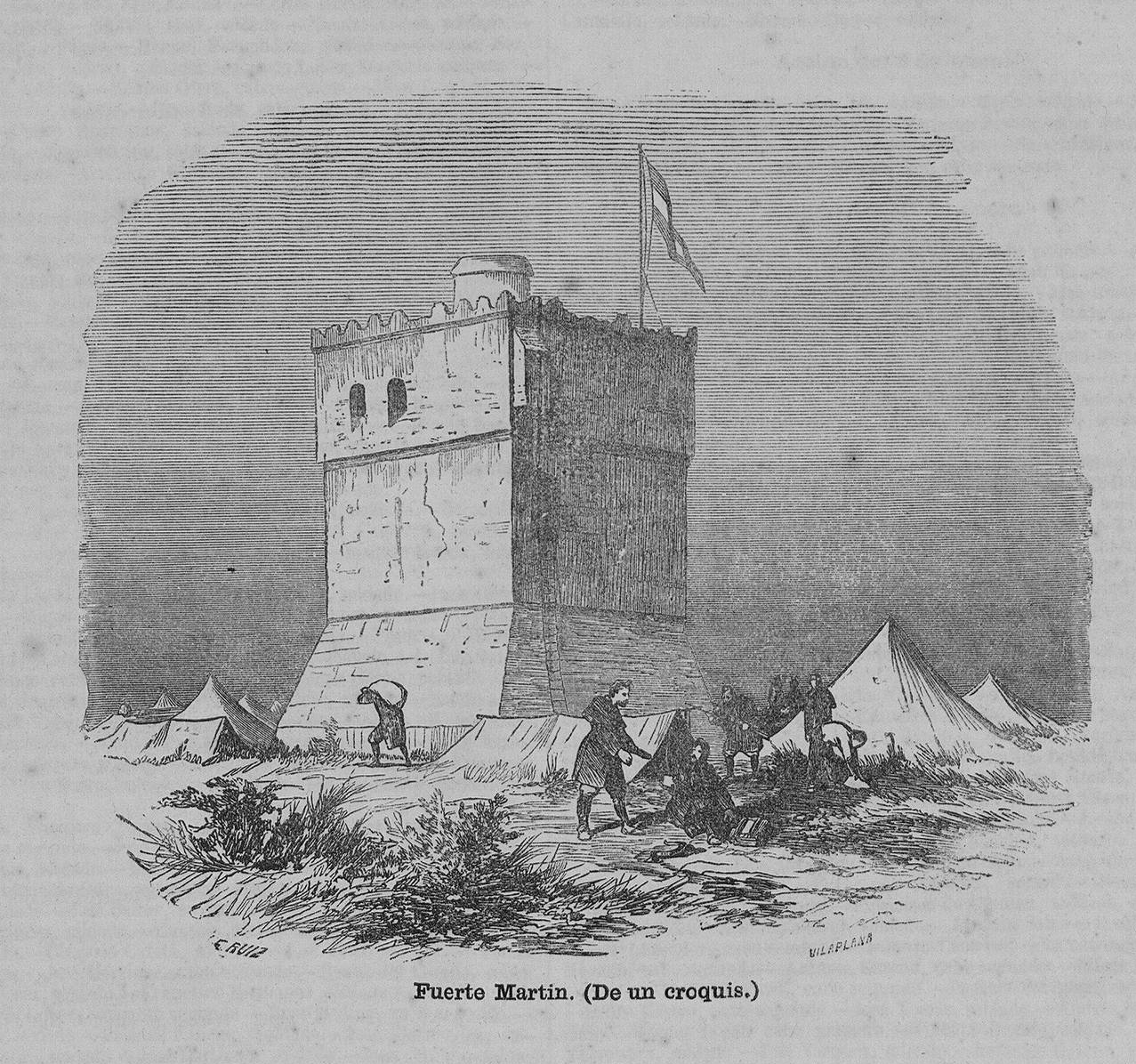
«Fuerte Martín». Incisione di Vilaplana da un disegno di Ruiz (Album della guerra d'Africa, 1860).

Nel 1860, le truppe spagnole conquistarono il cosiddetto Fuerte Martil, una struttura difensiva a protezione dell'ingresso del fiume, come passo preliminare verso la conquista di Tétouan. Durante il Protettorato spagnolo del Marocco, una guarnigione militare permanente fu istituita a Martil (1912), attorno alla quale sorse una città di villeggiatura per gli abitanti di Tétouan, in particolare coloni e soldati spagnoli. Nel 1913 fu inaugurata la linea ferroviaria Martil-Tétouan, che effettuava sei corse al giorno e trasportava pesce, tra le altre cose. Nel 1914, la città moderna fu progettata con una pianta a griglia, una moschea principale e una chiesa. Il progetto fu successivamente migliorato con un'ampia piazza circolare e diverse ville estive, e furono intrapresi anche piccoli lavori di ristrutturazione nel porto.
Nel 1935, Martil aveva un proprio consiglio comunale, dipendente dal Comune di Tétouan. Negli anni '40, la città si espanse lungo il litorale, con la costruzione di nuove abitazioni, un lungomare, un centro commerciale e strutture ricreative. Nel 1946, fu costruita la Chiesa dell'Immacolata Concezione in stile barocco latinoamericano, oggi adibita a biblioteca universitaria.
Dopo l'indipendenza del Marocco nel 1956, Martil ha mantenuto il suo status di area ricreativa per gli abitanti di Tétouan, specializzandosi nel turismo marocchino della classe media. Ciò ha moltiplicato la costruzione di ville, resort sulla spiaggia, strutture alberghiere e campeggi, tra gli altri, portando a una rapida crescita della città, che ora è un comune urbano dipendente da Tétouan. È diventata anche una città universitaria grazie alla costruzione della Facoltà di Lettere e Scienze Umane dell'Università Abd al-Malik al-Saadi, nelle vicinanze, e della Facoltà di Giurisprudenza all'inizio del XXI secolo. Un parco industriale dedicato principalmente all'industria della pesca e della ceramica è stato inoltre costruito sulla strada che collega Martil a Tétouan. Anche il piccolo aeroporto di Tétouan si trova lungo questa stessa strada.